# Colibrí de cua metàl·lica verd
El colibrí de cua metàl·lica verd (Metallura williami) és una espècie d'ocell de la família dels troquílids (Trochilidae).

## Hàbitat i distribució
Viu en zones de vegetació oberta i matolls als Andes, entre 2600 i 4000 m, al nord-oest, centre i sud de Colòmbia i nord de l'Equador.